# Trojúhelník (rýsovací pomůcka)

Trojúhelník je pomůcka sloužící k rýsování. Má dva základní tvary:
- rovnoramenný pravoúhlý trojúhelník s ryskou – vnitřní úhly 90°, 45° a 45°
- pravoúhlý trojúhelník – vnitřní úhly o velikosti 90°, 60° a 30°

## Rýsování
- Pomocí dvou trojúhelníků nebo trojúhelníku a pravítka, kdy je alespoň jeden trojúhelník pravoúhlý, je možné narýsovat kolmici.
- Pro rýsování pravého úhlu slouží ryska (kolmice na přeponu, která je na trojúhelníku vyznačena).
- Pomocí dvou trojúhelníků nebo trojúhelníku a pravítka je možné narýsovat rovnoběžky.